# Краинский, Николай Васильевич
Николай Васильевич Краинский (1 мая 1869, Киев — 19 июля 1951, Харьков) — украинский и советский психиатр.

## Биография
Родился в семье агронома Василия Евграфовича Краинского. Старший брат Дмитрия Васильевича Краинского. В 1888 году окончил Вторую Харьковскую гимназию, в 1893 году — медицинский факультет Императорского Харьковского университета со званием лекаря с отличием и с золотой медалью. Ещё студентом университета, Краинский вместе с профессором С. Д. Костюриным в лаборатории общей патологии выполнил исследование о лечении гнилостными токсинами с вытяжками сибирской язвы и экспериментальной бугорчатки (1891).
С 1894 года — ординатор клиники профессора П. И. Ковалевского на Сабуровой даче (ныне Харьковская областная клиническая психиатрическая больница № 3).
В 1896 году в Московском университете защитил диссертацию на степень доктора медицины на тему: «К учению о патологии эпилепсий», в которой впервые обосновал токсическую природу эпилепсии; одним из оппонентов на защите диссертации был профессор С. С. Корсаков. В 1896—1898 годах — старший врач Харьковской губернской психиатрической больницы; предложил проект реорганизации больницы, принятый губернским врачебным советом и реализованный в течение трёх лет.
С июля 1898 года шесть месяцев занимался в германских клиниках и больницах, главным образом у профессоров Йолли в Берлине и Бинсвангера в Йене. С 1 марта 1899 года для научного совершенствования был прикомандирован Медицинским департаментом к психиатрической клинике В. М. Бехтерева (Военно-медицинская академия).
С 1899 года последовательно назначался директором психиатрических больниц: в 1899 году — Новгородской окружной психиатрической больницы (Колмово), в 1901 году — Винницкой окружной психиатрической больницы, в 1902 году — Виленской окружной психиатрической больницы. Н. В. Краинский был одним из первых сторонников химического направления в психиатрии; отстаивал ограничение стеснения и изоляции пациентов; больным разрешались прогулки, в том числе и за территорией больницы; работа стационара строилась на уважении и свободе личности; большое внимание уделялось психотерапии, трудотерапии.
29 апреля 1905 года вышел в отставку из-за несогласия с директором медицинского департамента, его не принимали на казённую службу. В 1905—1907 работал на эпидемиях чумы и холеры. В январе 1907 года вернулся в Вильну, занимался частной психиатрической практикой, опубликовал 20 книг. В 1912 году был избран профессором Варшавского университета, но не был утверждён министром народного просвещения России Л. А. Кассо.
В 1915 году был призван на военную службу и в небольшом имении недалеко от Киева создал частную клинику-госпиталь на 350 коек для душевнобольных воинов Юго-Западного фронта. Служил в психиатрических учреждениях по эвакуации душевнобольных воинов в регионе Киев—-Харьков; был консультантом Красного Креста в Киеве. В 1917 году получил звание приват-доцента кафедры неврологии и психиатрии Киевского университета. В 1919 году, продолжая работу по эвакуации душевнобольных после захвата Юга России белогвардейцами, заболел сыпным тифом и был эвакуирован в Новороссийск, а оттуда в феврале 1920 года вместе с другими выздоравливающими — на остров Лемнос (Греция). Затем переехал в Королевство сербов, хорватов и словенцев (КСХС; с 1929 г. — Королевство Югославия), где с 1921 года был доцентом кафедры психиатрии в Загребском университете, с 1929 года — профессором кафедры психиатрии и экспериментальной психологии юридического факультета Белградского университета. Состоял членом Русского научного института в Белграде. В 1935 году — руководитель семинара по психологии. В 1941 году — заведующий русскими учебными заведениями в Сербии, затем — заведующий учебной частью 2-й Русско-сербской гимназии в Белграде.
В конце 1943 года во время немецкой оккупации Югославии вместе с другими русскими профессорами был отчислен из университета, а его дочь Вера Николаевна Краинская-Игнатова, профессор судебной медицины в Харькове, с семьёй насильно была вывезена немцами в Германию. В связи с этим Н. В. Краинский после получения разрешения переехал в Берлин для воссоединения с семьёй, где занимался, не работая у немцев, своим научным трудом «Основы естествознания в связи с теорией нервно-психического процесса». В мае 1945 года, после освобождения Берлина, вместе с семьёй прибыл в лагерь репатриированных (Франкфурт-на-Одере), где был зачислен консультантом по нервным и душевным болезням в советских госпиталях. В августе 1945 года подал ходатайство о разрешении возвратиться на Родину и получении советского гражданства, в сентябре 1946 году написал письмо И. В. Сталину с просьбой разрешить возвратиться на Родину и предоставить возможность закончить свой научный труд. 1 февраля 1947 года разрешение на возвращение в Советский Союз было получено. До 25 апреля 1947 года работал в лагере Гродно консультантом санчасти. 2 мая 1947 года прибыл в Харьков, со 2 июня 1947 года работал старшим научным сотрудником биохимической лаборатории Украинского психоневрологического института, с 30 сентября 1949 года — заведующим биофизической лабораторией данного института.
12 мая 1951 года ВАК при Министерстве высшего образования СССР утвердила Н. В. Краинского в учёной степени доктора медицинских наук, а приказом по Украинскому психоневрологическому институту от 14 июля 1951 года ему было утверждено (возвращено) учёное звание профессора. Вскоре после этих событий профессор Н. В. Краинский скончался.
Н. В. Краинский опубликовал около двухсот научных работ. Многие его работы широко цитируются в отечественной и зарубежной литературе. В частности, на него ссылаются в своих трудах и руководствах В. М. Бехтерев, В. А. Гиляровский, И. Ф. Случевский, Э. Крепелин, Г. Лебон, Бинсвангер, Оппенгейм и другие. Работы Н. В. Краинского посвящены диагностике и лечению психически больных, вопросам психологии, а также энергетическим проблемам организма с точки зрения физико-химических теорий.

## Избранные труды
- Костюрин С. Д., Краинский Н. В. О сравнительном действии на животных гнилостных и бугорковых токсинов и о влиянии их на течение экспериментальной бугорчатки. — СПб.: тип. Я. Трей, 1891. — 37 с. — (Из журн. «Врач». — № 3).
- Краинский Н. В. Без будущего : очерки по психологии революции и эмиграции проф. Н. В. Краинского. — Белград: Святослав, 1931. — 187 с.
- Краинский Н. В. Во мраке ночи : Драма в 1 акте. — Вильна: тип. бр. Д. и Х. Яловцер, 1912. — 32 с.
- Краинский Н. В. Девочка Машка, собачка Джильда и беспокойный психиатр : (Психол. параллель). — Вильна: Губ. тип., 1912. — 57 с.
- Краинский Н. В. Душа и вселенная : Речь, чит. 12 янв. 1911 г. на открытии 2 Съезда врачей Мин. губ. — Вильна: Губ. тип., 1911. — 15 с.
- Краинский Н. В. Закон сохранения энергии в применении к психической деятельности человека. — Харьков: тип. и лит. Зильберберг, 1897. — 38 с.
- Краинский Н. В. Заметка по поводу призрения душевно-больных в России. — Новгород: Губ. тип., 1900. — 19 с.
- Краинский Н. В. Кликушество и порча в Новгородской губернии // Вестник Новгородского земства. — 1900. — № 14. — С. 19—46.
- Краинский Н. В. Исследование времени психофизической реакции на тактильные болевые раздражения у здоровых и нервно- и душевно-больных людей. — Харьков: тип. Зильберберг, 1893. — 243 с.
- Краинский Н. В. К учению о патологии эпилепсии: Вып. 1—2. — Харьков: тип. Зильберберга, 1895—1896. — Т. 1—2. — (Вып. 1: Отт. из «Тр. Харьк. мед. о-ва». — 1895; Вып. 2: 1896).
- Краинский Н. В. К учению о патологии эпилепсии : Дис. … д-ра мед. — М.: тип. О-ва распространения полез. кн., 1896. — 120 с.
- Краинский Н. В. Основные принципы энергетики в связи с абсурдами современной физики. — Вильна: Губ. тип., 1908. — 348 с.
- Краинский Н. В. Ответ г.г. ординаторам Окружной Виленской лечебницы. — Вильна: тип. А. Г. Сыркина, 1904. — 16 с.
- Краинский Н. В. Ощущение как элементы психики с точки зрения энергетики. — [Казань], [1907]. — С. 17—99. — (Отт. из «Неврол. вестн.» — 1907. — Т. 14, Вып. 2).
- Краинский Н. В. Педагогический садизм. — Вильна: тип. «Промень», [1913]. — 11 с. — (Прил. к протоколу заседания Имп. Вилен. мед. о-ва от 12 июня 1912 г. за № 7).
- Краинский Н. В. Педагогический садизм. — М.: тип. Штаба Моск. воен. окр., [1912]. — 4 с. — (Отд. отт. из журн. «Современная психиатрия». — 1912, сент.).
- Краинский Н. В. По поводу «Отчёта по Виленской окружной лечебнице за 1909 год» бывш. директора этой Лечебницы доктора медицины Н. В. Краинского. — Вильна: тип. «Артель печ. дела», 1911. — 26 с.
- Краинский Н. В. Погубленное дело : Открытое письмо Леониду Николаевичу Малиновскому д-ра мед. Н. В. Краинского, б. дир. Вилен. окр. лечебницы. — Вильна: электро-тип. А. Минскера, 1910. — 33 с.
- Краинский Н. В. Порча, кликуши и бесноватые. — СПб.: тип. М. Акинфиева и И. Леонтьева, 1900. — 46 с. — (Отт. из журн. «Рус. мед. вестн.»).
- Краинский Н. В. Порча, кликуши и бесноватые, как явления русской народной жизни. — Новгород: Губ. тип., 1900. — 243 с.
- Краинский Н. В. Почему в психиатрических больницах ломают рёбра и кто в этом виноват? — Вильна: Губ. тип., 1911. — 22 с.
- Краинский Н. В. Программа и схема психического исследования душевнобольных. — Борисполь: скоропеч. «Труд», 1916. — [48] с.
- Краинский Н. В. Психология падших людей. — Вильна: Губ. тип., 1910. — 36 с.
- Краинский Н. В. Сознание. — СПб.: тип. М. И. Акинфиева и И. В. Леонтьева, 1904. — 9 с. — (Отд. отт. из журн. «Вестн. душевных болезней. Под ред. проф. П. И. Ковалевского»).
- Краинский Н. В. Теория познания с точки зрения энергетической психологии. — Вильна: Губ. тип., 1910. — 30 с.
- Краинский Н. В. Учение о памяти с точки зрения теории психической энергии. — СПб.: Гос. тип., 1903. — 59 с. — (Отт. из «Юбил. сб.», посвящ. акад. В. М. Бехтереву).
- Краинский Н. В. Энергетика живого организма с точки зрения современных физико-химических теорий. — Минск: Электро-тип. В. и И. Тасьман, 1911. — 43 с. — (Прил. к «Протоколам Имп. Вилен. мед. о-ва» за 1911 г.).
- Краинский Н. В. Энергетика нервного процесса: (Процесс нервного возбуждения и искусств. нерв). — М.: тип. Штаба Моск. воен. окр., 1914. — 214 с. — (Отт. из журн. «Соврем. психиатрия». — 1914).
- Краинский Н. В. Энергетическая теория сновидений. — Казань: Типо-лит. Имп. ун-та, 1912. — 65 с. — (Отт. из «Неврол. вестн.». — Т. 19, Вып. 1—2).
- Краинский Н. В. Энергия формы в природе и её значение в физиологии живого организма. — Вильна: электро-тип. А. Минскера, 1910. — 107 с.